# Oleg Tinkov
Oleg Jurjevitj Tinkov (russisk: Олег Юрьевич Тиньков, tr. Oleg Jurjevitj Tinkov; født 25. december 1967 i Polysajevo, tidligere del af Leninsk-Kusnetskij, Kemerovo oblast, Sovjetunionen) er en russisk forretningsmand, der var ejer af det mu opløste professionelle kontinentale cykelhold Tinkoff Credit Systems. Han var desuden sponsor for Bjarne Riis' tidligere cykelhold Team Tinkoff-Saxo (tidl. Team Saxo Bank-Tinkoff Bank). 30. november 2013 kom det frem, at han havde købt Riis Cycling for 6 millioner euro. Riis Cycling bliver videreført under navnet Tinkoff